# Bernard Evslin
Bernard Evslin (New Rochelle, 4 aprile 1922 – Kauai, 4 giugno 1993) è stato uno scrittore statunitense.
Fu uno dei più importanti traduttori anglofoni di opere dell'antica Grecia.

## Biografia
Bernard Evslin nacque a New Rochelle, nello stato di New York, e frequentò la Rutgers University.
Spese la sua prima parte di carriera scrivendo sceneggiature e opere teatrali. La sua commedia The Geranium Hat debuttò a Broadway nel 1959 e ottenne un buon successo, sebbene la sua ultima, Step on a Crack, venne eseguita una sola volta prima di chiudere all'Ethel Barrymore Theatre, nonostante vi recitasse Rita Hayworth. Per il cinema, scrisse A.k.a. Cassius Clay (1970) e contribuì alla stesura di Ritorno a Oz (1972). Negli anni Sessanta, decise di diventare scrittore di racconti, romanzi e saggi, di cui il più noto è Heroes, Gods and Monsters of the Greek Myths, tradotto in molte lingue e che vendette circa dieci milioni di copie in tutto il mondo. In totale, la sua biografia conta circa settanta scritti, dei quali la maggior parte destinati ad un pubblico young adult.
Evslin vinse molti premi, tra cui il National Education Association Award nel 1961 (venendo candidato un'altra volta nel 1975), per il miglior documentario televisivo un Educational Theme Award, e il Washington Irving Children's Book Choice Award dalla Westchester Library Association per il suo libro Hercules nel 1968.
Si sposò con l'autrice e professoressa Dorothy Evslin, con la quale scrisse due dei libri della serie dedicata al mito greco, The Greek Gods e Heroes & Monsters of Greek Myth, assieme a Ned Hoopes. Ebbero quattro figli: Lee, che risiede alle Hawaii, e Tom, l'ex Chief Technology Officer dello Stato del Vermont e CEO della ITXC corporation, che vive a Seattle, Pamela e Janet.

## Morte
Evslin morì di arresto cardiaco mentre stava nella piscina della sua abitazione a Kauai il 4 giugno 1993, all'età di 71 anni.

## Monsters of Mythology
La serie Monsters of Mythology, pubblicata dal 1987 al 1991, racconta alcune storie della mitologia antica, spesso alterandone la trama. Essa è composta da:
- The Adventures of Ulysses
- Anteus
- Amycus
- The Calydonian Boar
- Cerberus
- The Chimaera
- The Cyclopes
- Drabne of Dole
- The Dragon of Boetia
- Fafnir
- Fenris
- The Furies
- Geryon
- Harpalyce
- Hecate
- The Hydra
- Ladon
- Medusa
- The Minotaur
- The Nemean Lion
- Pig's Ploughman
- Procrustes
- Scylla and Charybdis
- The Sirens
- The Spear-Birds
- The Sphinx